# Armand Jean Le Bouthillier de Rancé
Armand Jean Le Bouthillier de Rancé O.Cist., (París, 9 de enero de 1626 - abadía de La Trappe, Soligny-la-Trappe, Francia, 27 de octubre de 1700) fue uno de los precursores de la Orden Cisterciense de la Estricta Observancia (trapenses), fundada en 1892.

## Biografía

### Un abad mundano
Armand Jean Le Bouthillier de Rancé nació en una familia de la nobleza de toga, muy introducida en la corte. Nacido el 9 de enero de 1626, el nombre de Armand viene de su padrino, el cardenal Richelieu. Fue el segundo hijo de Denis Le Bouthillier de Rancé, quien fue secretario privado de la reina María de Médici. Aunque estaba destinado a la carrera militar, su familia introdujo a Armand-Jean en la carrera eclesiástica en lugar de su hermano Denis-François, fallecido, para mantener los beneficios eclesiásticos familiares prometidos a este último. Desde la edad de once años, en 1637, fue canónigo de la catedral de Notre-Dame de París y abad comendador de cinco monasterios, entre ellos el de La Trappe, en Normandía. En 1638 su madre murió y su hermana entró en un convento. Se graduó como Maître ès arts en 1643. En 1650, murió su padre.
Ese año conoció a la duquesa de Montbazon, catorce años mayor que él, que lo introdujo en la alta sociedad. Fue ordenado sacerdote en 1651 tras brillantes estudios en París, donde fue compañero de Bossuet. En 1652 se licenció con el número uno y obtuvo el doctorado en 1654 en la Sorbona. Ese mismo año fue nombrado al frente de uno de arcedianatos de su tío, Victor Le Bouthillier (1596-1670), arzobispo de Tours. En 1655 fue delegado en la Asamblea del Clero. En 1657 su tío quiso nombrarlo coadjutor con derecho de sucesión, pero Mazarino se negó, decisión relativamente normal dada la edad del candidato; pero, sobre todo, porque Rancé era partidario del cardenal de Retz, enemigo de Mazarino.
El 28 de abril de ese año murió su amante, la duquesa de Montbazon. El dolor de haber perdido a la mujer que amaba marcó un punto de inflexión en su vida. Siguieron tres años de semirretiro y de reflexión en la propiedad familiar de Veretz, cerca de Tours. Aprovechó para estudiar y traducir a algunos padres de la Iglesia o a doctores de la vida monástica, como Basilio el Grande y Evagrio Póntico, que marcaron su pensamiento para siempre. Desde ese momento se planteó orientarse hacia la vida religiosa.

### La reforma cisterciense
En 1660, visitó La Trappe que estaba en ruinas, tanto interna como externamente. Comprendió que, como abad comendador, él tenía su parte de responsabilidad en esa decadencia. Empezó, pues, a levantar la abadía. A los monjes les dio a elegir entre quedarse y seguir la reforma o marcharse con una pensión. Trajo monjes del monasterio reformado Perseigne para reemplazarlos. En Perseigne, de filiación de Cîteaux, la reforma de la Estricta Observancia ya había comenzado; se trataba de regresar a la fidelidad a la Regla de San Benito, la de los fundadores de Cîteaux, que incluye principalmente la abstinencia de carne (de ahí el nombre de «abstinentes») y el trabajo manual cotidiano. La Estricta Observancia constaba de sesenta abadías (como Perseigne, pero también Sept-Fons, Tamié, Val-Richer, Orval, Clairmarais, Val-des-Choux, etc.) que deseaban volver a la espiritualidad y la observancia de los primeros cistercienses, sin dejar por ello la orden cisterciense ni constituir tampoco una congregación aparte.
Durante el periodo de reconstrucción de La Trappe, Rancé vivió y trabajó entre sus monjes. El 20 de agosto de 1662 se pudo restaurar la liturgia de las horas. Luego, en mayo de 1663, se marchó a la abadía de Perseigne a cumplir su noviciado, es decir, recibir la formación monástica de la que carecía hasta entonces, como la práctica totalidad de los abades comendadores de su tiempo. En julio de 1664, concluido su noviciado, Rancé recibió la bendición abacial del obispo de Sées, del que dependía La Trappe. Al convertirse así en abad regular de La Trappe, residió allí a partir de ese momento; vendió sus posesiones y renunció a sus otros beneficios eclesiásticos.
Rancé se convertirá rápidamente en uno de los principales defensores de la Estricta Observancia. La presentó en sus Declarationes in regulam beati Benedicti ad usum Domus Dei Beatae Mariae de Trappa (que, sin embargo, nunca se imprimieron y solo son conocidas por un manuscrito en latín, una traducción al francés y algunas citas), y especialmente en la famosa obra De la sainteté et des devoirs de la vie monastique (De la santidad y deberes de la vida monástica, 1683), que verá una amplia difusión y causará controversias con otras grandes órdenes que no estaban consideradas como laxas, como los cartujos y los mauristas.
La reforma de la Trapa fue aprobada por la Santa Sede en dos autos de 2 de agosto de 1677 y 23 de mayo de 1678. La Trappe permaneció sujeta a Cîteaux pero con reglamentos específicos. Lo que marcó Rancé en sus esfuerzos de reforma fue un profundo sentido de la continuidad de la vida monástica, desde los Padres del Desierto hasta los cistercienses; de ahí su insistencia en los temas monásticos clásicos, de la necesidad del arrepentimiento, la renuncia a uno mismo, la humildad y el ascetismo; de ahí la revalorización del silencio, del trabajo manual duro, particularmente en la agricultura, y de la abstinencia. Es ese deseo de humildad el que le hace rechazar cualquier estudio científico en el monasterio. Rancé había sido un teólogo brillante y admirado y quiso evitar a sus monjes la tentación del orgullo intelectual, pero cayó al mismo tiempo en un antiintelectualismo por el cual fue criticado, sobre todo por el benedictino Mabillon. Sin embargo, la reforma de Rancé fue un gran éxito en una época en que los monasterios no brillaban por su fervor. La Trappe acogió a decenas e incluso a cientos de postulantes que, a veces, eran ya sacerdotes o religiosos. 
Un heredero Rancé, Augustín de Lestrange, consiguió que la comunidad de La Trappe no fuera destruida por la Revolución francesa. Exiliado en Suiza, creó en 1892 la Orden de los cistercienses reformados de Notre-Dame de La Trappe, que pronto se convertiría en la Orden Cisterciense de la Estricta Observancia. 
Rancé nunca fue canonizado. De hecho, no se lo conmemora como santo ni como beato, ni siquiera en la Orden Cisterciense de la Estricta Observancia.

## Obras

### Obras de referencia
- Conduite chrétienne adressée à Son Altesse Royale Madame de Guise, París, Delaulne, 1703.
- Constitutions de l'abbaye de La Trappe, avec des réflexions, Bruselas, Lambert Marchant, 1702.
- De la sainteté et des devoirs de la vie monastique, París, François Muguet, 1683.
- Maximes chrétiennes et morales, Delft, Henri van Rhyn, 1699.
- Vie et mort des moines de la Trappe. Selección de 13 Testimonios de la muerte de algunos religiosos de la abadía de la Trappe (Relations de la mort de quelques religieux de l'abbaye de la Trappe), del abad Rancé. Textos con presentación y notas de Jean-Maurice de Montremy. Mercure de France, col. «Le Temps retrouvé», París, 2012.

### Correspondencia
- Lettres de Armand-Jean Le Bouthillier de Rancé, abbé et réformateur de la Trappe, Ed. Benoît Gonod, París, 1846.
- Lettres de piété; écrites à différentes personnes, París, Muguet, 1704.
- Florilège de lettres. Selección y presentación de Alban John Krailsheimer. Cerf, 1999.
- Correspondance, 1642-1700, 4 volúmenes. Presentación de A. J. Krailsheimer. Cerf, 1993.

### Obras antiguas
- Vie de Rancé, de François René de Chateaubriand.
- Louis Dubois, Histoire de l'abbé de Rancé et de sa réforme, París, A. Bray, 1866.
- B. d’Exauvillez, Histoire de l'abbé de Rancé, réformateur de La Trappe, París, J. Delsol, 1868.
- J. M. Gassier, Histoire de l'abbé de Rancé et de sa réforme, composée avec ses écrits, ses lettres, ses règlements et un grand nombre de documents contemporains inédits ou peu connus, París, Bray, 1866.
- Daniel de Larroque, Les véritables motifs de la conversion de l'abbé de La Trappe, Colonia, Pierre Marteau, 1685.
- Pierre Le Nain, La vie de dom Armand-Jean le Bouthillier de Rancé, abbé & réformateur de l'Abbaye de la Malson-Dieu-Notre-Dame de la Trappe, París, Florentin Delaulne, 1719.
- Jacques Marsollier, La vie de Dom Armand Jean le Bouthillier de Rancé, París, Jean de Nully, 1703.
- Marie Léon Serrant, L'Abbé de Rancé et Bossuet : ou, Le grand moine et le grand évêque du grand siècle, París, Ch. Douniol, 1903.
- Henri Brémond, « L'abbé Tempête », Armand de Rancé, réformateur de la Trappe, París, Hachette, 1929.

### Obras contemporáneas
- Rancé, le soleil noir, Jean-Maurice de Montremy, Librería académica Perrin, 2006.
- La querelle Mabillon-Rancé, Blandine Barret-Kriegel, París, Quai Voltaire, 1992.
- Armand-Jean de Rancé, abbé de la Trappe, 1626-1700, A. J. Krailsheimer, Cerf, 2000. Trad. de (en) A. J. Krailsheimer, Armand-Jean de Rancé, Abbot of La Trappe:  his influence in the cloister and the world, Oxford, Clarendon Press, 1974.
- L’abbé de Rancé et la règle bénédictine, Fr. Aurel Bela Mensáros, Roma, Pontificium Athenaeum Anselmianum, 1967.